# Lista dos 20 primeiros colocados do Ranking Nacional de Clubes por ano
Ranking da CBF é um sistema de classificação dos clubes de futebol brasileiros instituído pela Confederação Brasileira de Futebol.
São apresentados aqui os 20 primeiros colocados do Ranking da CBF, desde quando houve mudanças nos critérios de pontuação, a partir de 2012.

## Ranking da CBF para 2012[2][3]
| Pos. | Pos. | Clube               | UF | Pontos |
| ---- | ---- | ------------------- | -- | ------ |
| 1.º  |      | Palmeiras           | SP | 2366   |
| 2.º  |      | Santos              | SP | 2358   |
| 3.º  |      | Vasco da Gama       | RJ | 2234   |
| 4.º  | 4.º  | Grêmio              | RS | 2208   |
| 5.º  | 5.º  | Flamengo            | RJ | 2207   |
| 6.º  | 6.º  | Corinthians         | SP | 2197   |
| 7.º  | 7.º  | Internacional       | RS | 2170   |
| 8.º  | 8.º  | Cruzeiro            | MG | 2114   |
| 9.º  | 9.º  | São Paulo           | SP | 2109   |
| 10.º | 10.º | Atlético Mineiro    | MG | 2080   |
| 11.º | 11.º | Botafogo            | RJ | 1845   |
| 12.º | 12.º | Fluminense          | RJ | 1841   |
| 13.º | 13.º | Coritiba            | PR | 1588   |
| 14.º | 14.º | Bahia               | BA | 1586   |
| 15.º | 15.º | Goiás               | GO | 1556   |
| 16.º | 16.º | Guarani             | SP | 1547   |
| 17.º | 17.º | Sport               | PE | 1539   |
| 18.º | 18.º | Portuguesa          | SP | 1446   |
| 19.º | 19.º | Atlético Paranaense | PR | 1428   |
| 20.º | 20.º | Vitória             | BA | 1392   |

## Ranking da CBF para 2013[4][5]
| Pos. | Pos. | Clube               | UF | Pontos |
| ---- | ---- | ------------------- | -- | ------ |
| 1.º  |      | Fluminense          | RJ | 16208  |
| 2.º  |      | Corinthians         | SP | 15624  |
| 3.º  |      | Vasco da Gama       | RJ | 15030  |
| 4.º  | 4.º  | São Paulo           | SP | 14786  |
| 5.º  | 5.º  | Grêmio              | RS | 14460  |
| 6.º  | 6.º  | Internacional       | RS | 14360  |
| 7.º  | 7.º  | Flamengo            | RJ | 14352  |
| 8.º  | 8.º  | Palmeiras           | SP | 14256  |
| 9.º  | 9.º  | Santos              | SP | 13736  |
| 10.º | 10.º | Cruzeiro            | MG | 13096  |
| 11.º | 11.º | Coritiba            | PR | 12804  |
| 12.º | 12.º | Atlético Mineiro    | MG | 11520  |
| 13.º | 13.º | Atlético Paranaense | PR | 11078  |
| 14.º | 14.º | Botafogo            | RJ | 10622  |
| 15.º | 15.º | Vitória             | BA | 9900   |
| 16.º | 16.º | Goiás               | GO | 9896   |
| 17.º | 17.º | Bahia               | BA | 9282   |
| 18.º | 18.º | Atlético Goianiense | GO | 8754   |
| 19.º | 19.º | Sport               | PE | 8284   |
| 20.º | 20.º | Avaí                | SC | 8272   |

## Ranking da CBF para 2014[6]
| Pos. | Pos. | Clube               | UF | Pontos |
| ---- | ---- | ------------------- | -- | ------ |
| 1.º  |      | Grêmio              | RS | 15286  |
| 2.º  |      | Corinthians         | SP | 15048  |
| 3.º  |      | Flamengo            | RJ | 14976  |
| 4.º  | 4.º  | Vasco da Gama       | RJ | 14426  |
| 5.º  | 5.º  | Fluminense          | RJ | 14344  |
| 6.º  | 6.º  | Internacional       | RS | 13856  |
| 7.º  | 7.º  | São Paulo           | SP | 13712  |
| 8.º  | 8.º  | Cruzeiro            | MG | 13512  |
| 9.º  | 9.º  | Santos              | SP | 12980  |
| 10.º | 10.º | Atlético Paranaense | PR | 12952  |
| 11.º | 11.º | Palmeiras           | SP | 12680  |
| 12.º | 12.º | Botafogo            | RJ | 11764  |
| 13.º | 13.º | Goiás               | GO | 11526  |
| 14.º | 14.º | Coritiba            | PR | 11492  |
| 15.º | 15.º | Atlético Mineiro    | MG | 11228  |
| 16.º | 16.º | Vitória             | BA | 9468   |
| 17.º | 17.º | Bahia               | BA | 9326   |
| 18.º | 18.º | Ponte Preta         | SP | 7952   |
| 19.º | 19.º | Portuguesa          | SP | 7889   |
| 20.º | 20.º | Atlético Goianiense | GO | 7692   |

## Ranking da CBF para 2015[7][8]
| Pos. | Pos. | Clube               | UF | Pontos |
| ---- | ---- | ------------------- | -- | ------ |
| 1.º  |      | Cruzeiro            | MG | 15328  |
| 2.º  |      | Corinthians         | SP | 14680  |
| 3.º  |      | Flamengo            | RJ | 14578  |
| 4.º  | 4.º  | Grêmio              | RS | 13992  |
| 5.º  | 5.º  | Santos              | SP | 13530  |
| 6.º  | 6.º  | Atlético Mineiro    | MG | 13224  |
| 7.º  | 7.º  | São Paulo           | SP | 12738  |
| 8.º  | 8.º  | Fluminense          | RJ | 12708  |
| 9.º  | 9.º  | Internacional       | RS | 12628  |
| 10.º | 10.º | Atlético Paranaense | PR | 12524  |
| 11.º | 11.º | Botafogo            | RJ | 12332  |
| 12.º | 12.º | Vasco da Gama       | RJ | 12132  |
| 13.º | 13.º | Palmeiras           | SP | 11524  |
| 14.º | 14.º | Coritiba            | PR | 11036  |
| 15.º | 15.º | Goiás               | GO | 10525  |
| 16.º | 16.º | Bahia               | BA | 9300   |
| 17.º | 17.º | Vitória             | BA | 8441   |
| 18.º | 18.º | Ponte Preta         | SP | 7440   |
| 19.º | 19.º | Ceará               | CE | 7040   |
| 20.º | 20.º | Sport               | PE | 6970   |

## Ranking da CBF para 2016[9][10]
| Pos. | Pos. | Clube               | UF | Pontos |
| ---- | ---- | ------------------- | -- | ------ |
| 1.º  |      | Corinthians         | SP | 14664  |
| 2.º  |      | Grêmio              | RS | 14210  |
| 3.º  |      | Cruzeiro            | MG | 14064  |
| 4.º  | 4.º  | Santos              | SP | 13936  |
| 5.º  | 5.º  | São Paulo           | SP | 13374  |
| 6.º  | 6.º  | Flamengo            | RJ | 13288  |
| 7.º  | 7.º  | Atlético Mineiro    | MG | 13244  |
| 8.º  | 8.º  | Palmeiras           | SP | 13056  |
| 9.º  | 9.º  | Internacional       | RS | 13000  |
| 10.º | 10.º | Fluminense          | RJ | 12682  |
| 11.º | 11.º | Vasco da Gama       | RJ | 11928  |
| 12.º | 12.º | Atlético Paranaense | PR | 11218  |
| 13.º | 13.º | Botafogo            | RJ | 10932  |
| 14.º | 14.º | Coritiba            | PR | 10686  |
| 15.º | 15.º | Goiás               | GO | 9818   |
| 16.º | 16.º | Figueirense         | SC | 9012   |
| 17.º | 17.º | Ponte Preta         | SP | 8080   |
| 18.º | 18.º | Bahia               | BA | 8054   |
| 19.º | 19.º | Sport               | PE | 7928   |
| 20.º | 20.º | Vitória             | BA | 7166   |

## Ranking da CBF para 2017[11][12]
| Pos. | Pos. | Clube               | UF | Pontos |
| ---- | ---- | ------------------- | -- | ------ |
| 1.º  |      | Grêmio              | RS | 15028  |
| 2.º  |      | Palmeiras           | SP | 14720  |
| 3.º  |      | Santos              | SP | 14574  |
| 4.º  | 4.º  | Corinthians         | SP | 14428  |
| 5.º  | 5.º  | Atlético Mineiro    | MG | 14320  |
| 6.º  | 6.º  | Cruzeiro            | MG | 14202  |
| 7.º  | 7.º  | Internacional       | RS | 13126  |
| 8.º  | 8.º  | São Paulo           | SP | 12430  |
| 9.º  | 9.º  | Flamengo            | RJ | 11952  |
| 10.º | 10.º | Fluminense          | RJ | 11628  |
| 11.º | 11.º | Atlético Paranaense | PR | 11012  |
| 12.º | 12.º | Botafogo            | RJ | 10936  |
| 13.º | 13.º | Vasco da Gama       | RJ | 10040  |
| 14.º | 14.º | Coritiba            | PR | 9414   |
| 15.º | 15.º | Ponte Preta         | SP | 9076   |
| 16.º | 16.º | Figueirense         | SC | 9002   |
| 17.º | 17.º | Sport               | PE | 8019   |
| 18.º | 18.º | Goiás               | GO | 7856   |
| 19.º | 19.º | Chapecoense         | SC | 7596   |
| 20.º | 20.º | Vitória             | BA | 7547   |

## Ranking da CBF para 2018[13]
| Pos. | Pos. | Clube                | UF      | Pontos |
| ---- | ---- | -------------------- | ------- | ------ |
| 1.º  |      | Palmeiras e Cruzeiro | SP e MG | 15288  |
| 3.º  |      | Grêmio               | RS      | 15092  |
| 4.º  | 4.º  | Santos               | SP      | 14884  |
| 5.º  | 5.º  | Atlético Mineiro     | MG      | 14312  |
| 6.º  | 6.º  | Corinthians          | SP      | 14076  |
| 7.º  | 7.º  | Flamengo             | RJ      | 12796  |
| 8.º  | 8.º  | Botafogo             | RJ      | 11958  |
| 9.º  | 9.º  | Atlético Paranaense  | PR      | 11718  |
| 10.º | 10.º | Internacional        | RS      | 11368  |
| 11.º | 11.º | São Paulo            | SP      | 11098  |
| 12.º | 12.º | Fluminense           | RJ      | 10926  |
| 13.º | 13.º | Vasco da Gama        | RJ      | 9322   |
| 14.º | 14.º | Chapecoense          | SC      | 9010   |
| 15.º | 15.º | Sport                | PE      | 8770   |
| 16.º | 16.º | Ponte Preta          | SP      | 8429   |
| 17.º | 17.º | Coritiba             | PR      | 8423   |
| 18.º | 18.º | Vitória              | BA      | 7690   |
| 19.º | 19.º | Figueirense          | SC      | 7555   |
| 20.º | 20.º | Atlético Goianiense  | GO      | 6698   |

## Ranking da CBF para 2019[14]
| Pos. | Pos. | Clube                | UF | Pontos |
| ---- | ---- | -------------------- | -- | ------ |
| 1.º  |      | Palmeiras            | SP | 16914  |
| 2.º  |      | Cruzeiro             | MG | 15822  |
| 3.º  |      | Grêmio               | RS | 14936  |
| 4.º  | 4.º  | Santos               | SP | 14682  |
| 5.º  | 5.º  | Corinthians          | SP | 14208  |
| 6.º  | 6.º  | Flamengo             | RJ | 13850  |
| 7.º  | 7.º  | Atlético Mineiro     | MG | 13352  |
| 8.º  | 8.º  | Athletico Paranaense | PR | 11380  |
| 9.º  | 9.º  | Internacional        | RS | 10902  |
| 10.º | 10.º | Chapecoense          | SC | 10706  |
| 11.º | 11.º | Botafogo             | RJ | 10619  |
| 12.º | 12.º | São Paulo            | SP | 10508  |
| 13.º | 13.º | Fluminense           | RJ | 10034  |
| 14.º | 14.º | Vasco da Gama        | RJ | 9360   |
| 15.º | 15.º | Bahia                | BA | 8862   |
| 16.º | 16.º | Sport                | PE | 8450   |
| 17.º | 17.º | Vitória              | BA | 8329   |
| 18.º | 18.º | Ponte Preta          | SP | 8052   |
| 19.º | 19.º | América Mineiro      | MG | 7522   |
| 20.º | 20.º | Coritiba             | PR | 7044   |

## Ranking da CBF para 2020[15]
| Pos. | Pos. | Clube                | UF | Pontos |
| ---- | ---- | -------------------- | -- | ------ |
| 1.º  |      | Palmeiras            | SP | 16640  |
| 2.º  |      | Flamengo             | RJ | 15428  |
| 3.º  |      | Grêmio               | RS | 15160  |
| 4.º  | 4.º  | Cruzeiro             | MG | 15118  |
| 5.º  | 5.º  | Santos               | SP | 13944  |
| 6.º  | 6.º  | Athletico Paranaense | PR | 13466  |
| 7.º  | 7.º  | Atlético Mineiro     | MG | 13096  |
| 8.º  | 8.º  | Corinthians          | SP | 13084  |
| 9.º  | 9.º  | Internacional        | RS | 12204  |
| 10.º | 10.º | Bahia                | BA | 10719  |
| 11.º | 11.º | São Paulo            | SP | 10526  |
| 12.º | 12.º | Chapecoense          | SC | 10142  |
| 13.º | 13.º | Fluminense           | RJ | 9938   |
| 14.º | 14.º | Botafogo             | RJ | 9640   |
| 15.º | 15.º | Vasco da Gama        | RJ | 9242   |
| 16.º | 16.º | Sport                | PE | 7237   |
| 17.º | 17.º | Vitória              | BA | 7045   |
| 18.º | 18.º | América Mineiro      | MG | 6798   |
| 19.º | 19.º | Ceará                | CE | 6751   |
| 20.º | 20.º | Goiás                | GO | 6703   |

## Ranking da CBF para 2021[16]
| Pos. | Pos. | Clube                | UF | Pontos |
| ---- | ---- | -------------------- | -- | ------ |
| 1.º  |      | Flamengo             | RJ | 16768  |
| 2.º  |      | Palmeiras            | SP | 16110  |
| 3.º  |      | Grêmio               | RS | 15180  |
| 4.º  | 4.º  | Internacional        | RS | 13310  |
| 5.º  | 5.º  | Athletico Paranaense | PR | 12968  |
| 6.º  | 6.º  | Santos               | SP | 12776  |
| 7.º  | 7.º  | Corinthians          | SP | 12032  |
| 8.º  | 8.º  | São Paulo            | SP | 11870  |
| 9.º  | 9.º  | Atlético Mineiro     | MG | 11789  |
| 10.º | 10.º | Cruzeiro             | MG | 11768  |
| 11.º | 11.º | Bahia                | BA | 10175  |
| 12.º | 12.º | Fluminense           | RJ | 9666   |
| 13.º | 13.º | Botafogo             | RJ | 9529   |
| 14.º | 14.º | Ceará                | CE | 9128   |
| 15.º | 15.º | Chapecoense          | SC | 8985   |
| 16.º | 16.º | Vasco da Gama        | RJ | 8828   |
| 17.º | 17.º | América Mineiro      | MG | 8404   |
| 18.º | 18.º | Fortaleza            | CE | 8086   |
| 19.º | 19.º | Atlético Goianiense  | GO | 7310   |
| 20.º | 20.º | Sport                | PE | 7043   |

## Ranking da CBF para 2022[17]
| Pos. | Pos. | Clube                | UF | Pontos |
| ---- | ---- | -------------------- | -- | ------ |
| 1.º  |      | Flamengo             | RJ | 17054  |
| 2.º  |      | Palmeiras            | SP | 14584  |
| 3.º  |      | Atlético Mineiro     | MG | 14572  |
| 4.º  | 4.º  | Grêmio               | RS | 14336  |
| 5.º  | 5.º  | Athletico Paranaense | PR | 13512  |
| 6.º  | 6.º  | Santos               | SP | 12816  |
| 7.º  | 7.º  | São Paulo            | SP | 12604  |
| 8.º  | 8.º  | Internacional        | RS | 12108  |
| 9.º  | 9.º  | Fluminense           | RJ | 11100  |
| 10.º | 10.º | Corinthians          | SP | 11064  |
| 11.º | 11.º | Fortaleza            | CE | 10841  |
| 12.º | 12.º | Bahia                | BA | 10261  |
| 13.º | 13.º | Ceará                | CE | 9537   |
| 14.º | 14.º | Cruzeiro             | MG | 9034   |
| 15.º | 15.º | América Mineiro      | MG | 8860   |
| 16.º | 16.º | Atlético Goianiense  | GO | 8548   |
| 17.º | 17.º | Chapecoense          | SC | 8468   |
| 18.º | 18.º | Botafogo             | RJ | 8376   |
| 19.º | 19.º | Vasco da Gama        | RJ | 8206   |
| 20.º | 20.º | Red Bull Bragantino  | SP | 7789   |

## Ranking da CBF para 2023[18]
| Pos. | Pos. | Clube                | UF | Pontos |
| ---- | ---- | -------------------- | -- | ------ |
| 1.º  |      | Flamengo             | RJ | 17210  |
| 2.º  |      | Palmeiras            | SP | 14458  |
| 3.º  |      | Athletico Paranaense | PR | 13760  |
| 4.º  | 4.º  | Atlético Mineiro     | MG | 13675  |
| 5.º  | 5.º  | São Paulo            | SP | 13572  |
| 6.º  | 6.º  | Fluminense           | RJ | 12856  |
| 7.º  | 7.º  | Fortaleza            | CE | 12512  |
| 8.º  | 8.º  | Corinthians          | SP | 12320  |
| 9.º  | 9.º  | Santos               | SP | 11904  |
| 10.º | 10.º | Internacional        | RS | 10561  |
| 11.º | 11.º | Grêmio               | RS | 10201  |
| 12.º | 12.º | América Mineiro      | MG | 10640  |
| 13.º | 13.º | Atlético Goianiense  | GO | 10131  |
| 14.º | 14.º | Ceará                | CE | 9958   |
| 15.º | 15.º | Bahia                | BA | 9189   |
| 16.º | 16.º | Botafogo             | RJ | 8795   |
| 17.º | 17.º | Red Bull Bragantino  | SP | 8602   |
| 18.º | 18.º | Cruzeiro             | MG | 8206   |
| 19.º | 19.º | Goiás                | GO | 7868   |
| 20.º | 20.º | Cuiabá               | MT | 7736   |

## Ranking da CBF para 2024[19]
| Pos. | Pos. | Clube                | UF | Pontos |
| ---- | ---- | -------------------- | -- | ------ |
| 1.º  |      | Flamengo             | RJ | 16678  |
| 2.º  |      | Palmeiras            | SP | 15372  |
| 3.º  |      | São Paulo            | SP | 14828  |
| 4.º  | 4.º  | Athletico Paranaense | PR | 13888  |
| 5.º  | 5.º  | Atlético Mineiro     | MG | 13282  |
| 6.º  | 6.º  | Corinthians          | SP | 12926  |
| 7.º  | 7.º  | Fluminense           | RJ | 12672  |
| 8.º  | 8.º  | Grêmio               | RS | 12456  |
| 9.º  | 9.º  | Fortaleza            | CE | 12350  |
| 10.º | 10.º | América Mineiro      | MG | 11533  |
| 11.º | 11.º | Internacional        | RS | 11144  |
| 12.º | 12.º | Santos               | SP | 11096  |
| 13.º | 13.º | Bahia                | BA | 10158  |
| 14.º | 14.º | Botafogo             | RJ | 9712   |
| 15.º | 15.º | Red Bull Bragantino  | SP | 9046   |
| 16.º | 16.º | Atlético Goianiense  | GO | 8908   |
| 17.º | 17.º | Cruzeiro             | MG | 8330   |
| 18.º | 18.º | Ceará                | CE | 8268   |
| 19.º | 19.º | Cuiabá               | MT | 8076   |
| 20.º | 20.º | Goiás                | GO | 7810   |

## Ranking da CBF para 2025[20]
| Pos. | Pos. | Clube                | UF | Pontos |
| ---- | ---- | -------------------- | -- | ------ |
| 1.º  |      | Flamengo             | RJ | 16996  |
| 2.º  |      | São Paulo            | SP | 14832  |
| 3.º  |      | Palmeiras            | SP | 14536  |
| 4.º  | 4.º  | Corinthians          | SP | 13802  |
| 5.º  | 5.º  | Atlético Mineiro     | MG | 13713  |
| 6.º  | 6.º  | Athletico Paranaense | PR | 13464  |
| 7.º  | 7.º  | Fluminense           | RJ | 12058  |
| 8.º  | 8.º  | Botafogo             | RJ | 11652  |
| 9.º  | 9.º  | Fortaleza            | CE | 11616  |
| 10.º | 10.º | Grêmio               | RS | 11531  |
| 11.º | 11.º | Bahia                | BA | 11387  |
| 12.º | 12.º | Internacional        | RS | 10367  |
| 13.º | 13.º | América Mineiro      | MG | 9535   |
| 14.º | 14.º | Red Bull Bragantino  | SP | 9436   |
| 15.º | 15.º | Vasco da Gama        | RJ | 9356   |
| 16.º | 16.º | Santos               | SP | 9264   |
| 17.º | 17.º | Atlético Goianiense  | GO | 9192   |
| 18.º | 18.º | Juventude            | RS | 8864   |
| 19.º | 19.º | Cruzeiro             | MG | 8227   |
| 20.º | 20.º | Cuiabá               | MT | 8160   |

## Colocações por equipe (2012-2025)
| Clube                | Estado            | 1.º Colocado                      | 2.º Colocado                      | 3.º Colocado                | 4.º Colocado          |
| -------------------- | ----------------- | --------------------------------- | --------------------------------- | --------------------------- | --------------------- |
| Flamengo             | Rio de Janeiro    | 5 (2021, 2022, 2023, 2024 e 2025) | 1 (2020)                          | 2 (2014 e 2015)             | 0                     |
| Palmeiras            | São Paulo         | 4 (2012, 2018, 2019 e 2020)       | 5 (2017, 2021, 2022, 2023 e 2024) | 1 (2025)                    | 0                     |
| Grêmio               | Rio Grande do Sul | 2 (2014 e 2017)                   | 1 (2016)                          | 4 (2018, 2019, 2020 e 2021) | 3 (2012, 2015 e 2022) |
| Corinthians          | São Paulo         | 1 (2016)                          | 3 (2013, 2014 e 2015)             | 0                           | 2 (2017 e 2025)       |
| Cruzeiro             | Minas Gerais      | 1 (2015)                          | 2 (2018 e 2019)                   | 1 (2016)                    | 1 (2020)              |
| Fluminense           | Rio de Janeiro    | 1 (2013)                          | 0                                 | 0                           | 0                     |
| Santos               | São Paulo         | 0                                 | 1 (2012)                          | 1 (2017)                    | 3 (2016, 2018 e 2019) |
| São Paulo            | São Paulo         | 0                                 | 1 (2025)                          | 1 (2024)                    | 1 (2013)              |
| Vasco da Gama        | Rio de Janeiro    | 0                                 | 0                                 | 2 (2012 e 2013)             | 1 (2014)              |
| Atlético Mineiro     | Minas Gerais      | 0                                 | 0                                 | 1 (2022)                    | 1 (2023)              |
| Athletico Paranaense | Paraná            | 0                                 | 0                                 | 1 (2023)                    | 1 (2024)              |
| Internacional        | Rio Grande do Sul | 0                                 | 0                                 | 0                           | 1 (2021)              |

## Colocações por estado (2012-2025)
| Estado            | 1.º Colocado | 2.º Colocado | 3.º Colocado | 4.º Colocado |
| ----------------- | ------------ | ------------ | ------------ | ------------ |
| Rio de Janeiro    | 6            | 1            | 4            | 1            |
| São Paulo         | 5            | 10           | 3            | 6            |
| Rio Grande do Sul | 2            | 1            | 4            | 4            |
| Minas Gerais      | 1            | 2            | 2            | 2            |
| Paraná            | 0            | 0            | 1            | 1            |